# Didi Tsijiata
Didi Tsijiata (en georgiano: დიდი ციხიათა; en ruso: Нижний Сыхуат) o Styr Sijiat (en osetio: Стыр Сихиат) es una aldea que pertenece a la parcialmente reconocida República de Osetia del Sur, parte del distrito de Znaur, aunque de iure pertenece al municipio de Tighvi de la región de Iberia Interior de Georgia.

## Geografía
Didi Tsijiata se encuentra a orillas del río Prone oriental en la ladera oriental de la cordillera de Liji, a 11 km de Kornisi y a 18 km de Tsjinvali.

## Historia
De 1922 a 1990, formó parte del distrito de Znaur del óblast autónomo de Osetia del Sur. Tras la abolición de la provincia, de 1990 a 2006, formó parte del raión de Kareli y, desde 2006, forma parte del municipio de Tighva. 
Tras la guerra ruso-georgiana, ha estado ocupado por Rusia y controlado de facto por la República de Osetia del Sur. Según la división administrativa de Osetia del Sur, forma parte del distrito de Znaur. 

## Demografía
La evolución demográfica de Didi Tsijiata entre 1959 y 2015 fue la siguiente:
| 135                                                      | 47 |
| (Fuente: Population of South Ossetia since Soviet times) |    |

Según el censo soviético de 1959, la mayoría de la población local eran osetios.

## Infraestructura

### Arquitectura, monumentos y lugares de interés
Los restos de la torre de la familia Jerjeulidze todavía se pueden encontrar en la zona del pueblo.